# Sectorul de est (Bremen)
Sectorul de est (Bremen) este un sector în orașul hanseatic Bremen, Germania. 